# Vila Flora
Vila Flora stojí v ulici Pražská 830 v obci Žatec v okrese Louny. V roce 1994 byla vila Ministerstvem kultury České republiky prohlášena kulturní památkou České republiky.

## Historie
Autor stavby není znám a dokumentace ke stavbě se nedochovala. Je možné, že ji projektoval Alois Daut, který zde zemřel. K výstavbě došlo v 2. polovině 19. století.
V meziválečném období budovu vlastnil Ludwig Loewi, kterému byla kvůli jeho židovskému původu roku 1938 v rámci arizace zabavena.

## Popis
Obdélníková patrová vila se sedlovou střechou je osově symetrická a dominuje jí průčelní mělký rizalit s nikou ozdobenou sochou bohyně Flory. Budova je členěna pilastry a pod střechou zdobena sgrafity.
Vila patří i přes zanedbaný stav a přístavby mezi reprezentativní ukázky novorenesanční architektury v duchu florentské renesance.